# Busta královny Nefertiti
Busta královny Nefertiti či Nofretete je mistrovské dílo staroegyptského umění z amarnského období. Vzniklo v době panování faraona Achnatona z 18. dynastie a znázorňuje hlavu jeho velké královské manželky Nefertiti. Dílo, vyrobené ze štukovaného a kolorovaného vápence, se klade do období faraonovy vlády, tedy let 1353 až 1336 př. n. l.  
Busta je vysoká 50 centimetrů, královna má na hlavě modrou korunu se zlatou čelenkou a ureem, kolem krku široký náhrdelník s květinovým vzorem. Portrét královny vykazuje rovnoměrné rysy obličeje s vysokými lícními kostmi, dlouhý úzký krk bez vrásek, Obě poloviny obličeje jsou symetrické. Pleť je růžovo-nahnědlá a vypadá svěže. Kompletní make-up obličeje, obočí, oční víčka lemovaná uhlem, rty, které nejsou příliš plné s hnědočerveným tónem, způsobují, že obraz vypadá, jako by byl právě nalíčený. Portrét svým individuálním designem odpovídá nejen ideálu krásy dneška ale také dodává portrétu královny výraznou individualitu a osobnost.  

## Nález
Od začátku roku 1911 prováděla Německá orientální společnost pod vedením Ludwiga Borchardta archeologický průzkum v oblasti Tell el-Amarna na sídlišti s domy řemeslníků a umělců. Vykopávky financoval berlínský obchodník s bavlnou James Simon a podle smlouvy měl dostat všechny nálezy, které na základě udělené koncese měly připadnout německé straně. 
Královnina busta se našla 6. prosince 1912 v troskách domu ze sušených cihel značeného kódem P 47.2 v místnosti 19 v ateliéru sochaře Thutmose. Busta (nález č. 748) byla ve velmi dobrém stavu, měla jen menší poškození na obou uších a chybělo levé oko. V Thutmosově dílně se našla řada dalších plastik a artefaktů, mimo jiné busta krále Achnatona v životní velikosti (nález č. 1300), také malovaná a vyrobená z vápence, ale byla rozbita. 
V lednu 1913 proběhlo dělení nálezů mezi egyptskou a německou stranou pod dohledem filologa Gustava Lefebvra, inspektora památkové péče. Podkladem byla fotodokumentace připravená Borchardtem, který měl zájem získat pro německou stranu bustu Nefertiti. Za nejcennější nález označil polychromovaný vápencový oltářík s postavami Achnatona a Nefertiti, zatím co královninu bustu označil jen za sádrovou plastiku. Lefebvre provedl jen zběžnou kontrolu předmětů a podepsal protokol o rozdělení nálezů. Jedna část obsahovala bustu Nefertiti, druhá, kterou Lefebvre nakonec vybral pro Egyptské muzeum v Káhiře, barevný oltářní obraz s královským párem a jejich třemi dětmi. Německá část s bustou byla bez další kontroly s povolením egyptských úřadů odvezena do Německa.

## Spory o vlastnictví
Podle smlouvy měl bustu v trvalé zápůjčce James Simon, který předměty z El Amarny uložil ve své vile v Berlíně. Borchardt u vědomí ne zcela regulérních okolností dělení nálezů trval na tom, že busta nebude veřejně vystavována. Roku 1920 Simon převedl trvalou zápůjčku předmětů z vykopávek (cca 5000 předmětů) v Amarně na dar pruskému státu. Přes Borchardtovo výslovné přání byla busta veřejnosti předvedena v roce 1924 jako součást výstavy uspořádané berlínským muzeem. 
Od té doby usiluje Egypt o její navrácení. V letech 1925–1935 proběhlo několik mezistátních jednání, německá strana už souhlasila s výměnou za jiné památky, ale spor ukončil Adolf Hitler autoritativním prohlášením, že získaný majetek patří německému lidu. Po válce spory pokračovaly, komplikované navíc složitým mezinárodně politickým vývojem a vznikem dvou německých států. 
Začátkem 21. století zahájil Egypt masivní kampaň za vrácení památek ze zahraničních muzeí do místa jejich původu. Šéf egyptské správy památek Zahi Hawass požadoval od Německa důkaz, že busta Nefertiti byla vyvezena legálně. Do řešení restitučních požadavků bylo zapojeno i UNESCO. Přestože byly přijaty nové zákony omezující vývoz památek, v důsledku zákazu retroaktivity Nefertiti zůstává v Německu. Dnes je hlavní atrakcí Egyptského muzea Berlín a je vystavena v Novém muzeu na berlínském Muzejním ostrově. Je pojištěna na 300 milionů euro, skutečná cena však může být ještě vyšší.

## Zpochybnění pravosti
V roce 2009 pravost busty zpochybnil historik umění Henri Stierlin. Jako hlavní důvody uváděl především její neobvyklou zachovalost, zatímco jiné sochy z té doby jsou v mnohem horším stavu, a neexistující dokumentace o jejím nálezu a převozu z Egypta.
Obhájci pravosti argumentují, že okolnosti nálezu a převozu do Evropy jsou známy a že existují podobně zachovalé sochy, například Sedící písař. Borchardt pravděpodobně sochu vyvezl tajně a v dokumentaci ji označil za kus sádry.
Skutečné stáří sochy nelze ověřit radiokarbonovou metodou, protože neobsahuje organické materiály.
Teorii o falzifikátu odmítl ředitel berlínského Egyptského muzea Dietrich Wildung i Zahi Hawass. Busta byla několikrát zkoumána a všechny analýzy a rentgenové ohledání i okolnosti nálezu ukazují na její autenticitu.
Podobná busta  Nefertitina manžela faraona  Achnatona je v Paříži v muzeu Louvre..